# بازی جدید!
بازی جدید! یک مجموعه مانگای چهار پانل ژاپنی اثر شوتارو توکونو است که از ژانویه ۲۰۱۳ تا اوت ۲۰۲۱ در مجلهٔ مانگا تایم کیرارا کارات از انتشارات هوئوبونشا منتشر شد. یک مجموعه انیمهٔ تلویزیونی دوازده قسمتی ساختهٔ استودیوی دوگا کوبو از روی این اثر دستمایه اقتباس قرار گرفت که از ژوئیه تا سپتامبر ۲۰۱۶ در ژاپن پخش شد. فصل دوم این مجموعه نیز از ژوئیه تا سپتامبر سال بعد منتشر شد. یک بازی ویدئویی اثر 5pb از روی این مانگا ساخته و در ۲۶ ژانویه ۲۰۱۷ برای پلی‌استیشن ۴ و پلی‌استیشن ویتا منتشر شد.

## خلاصه داستان
آئوبا سوزوکازه، فارغ‌التحصیل دبیرستان، با الهام گرفتن از طراحی شخصیت‌های یک بازی ویدئویی خاص که وقتی کوچکتر بود بازی می‌کرد، به عنوان یک طراح شخصیت در ایگل جامپ، شرکت توسعه‌دهندهٔ بازی ویدئویی، شروع به کار کرد. او در آنجا با همکاران جدید خود و سایر اقراد شرکت آشنا می‌شود.